# Cavité de Faraday
Ne doit pas être confondu avec Cage de Faraday.

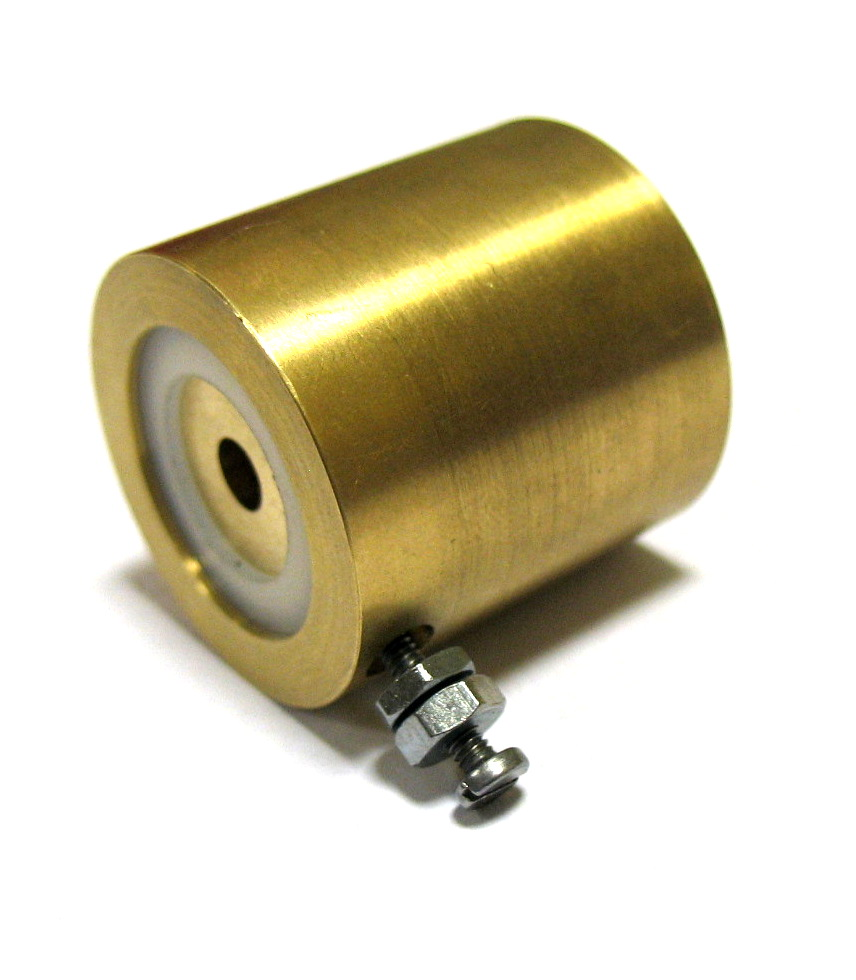
Une cavité de Faraday avec une cathode de décharge à l'avant.

Une cavité de Faraday est un piège à électrons formé d'une capsule de métal (conducteur). Il permet de déterminer, par mesure du courant produit, le nombre d’ions ou d’électrons interceptés. Ce dispositif est ainsi nommé en hommage au travail pionnier de Michael Faraday qui, le premier, postula l’existence des ions en 1830.

## Principe
Lorsqu’un faisceau ou paquet d’ions vient frapper le métal, l’anode réceptrice se charge électriquement et les ions sont neutralisés (en complétant leur couche électronique). On peut ensuite raccorder l’anode à un circuit pour mesurer le courant (évidemment très faible) et en déduire le nombre d’ions piégés. Dans son principe, une cavité de Faraday n’est qu’un dipôle électrique dont les porteurs de charges sont des ions : la cavité fait interface avec un métal conducteur dont  les porteurs de charge sont (comme pour la plupart des circuits) des électrons. La mesure du courant électrique (c’est-à-dire le nombre d’électrons traversant le circuit en une seconde) dans le circuit permet de déterminer le nombre de charges transportées par les ions dans l’entrefer du dipôle. Pour un rayonnement d'ions continu (chaque ion portant juste une charge)
{\displaystyle {\frac {N}{t}}={\frac {I}{e}}}
où N est le nombre d’ions observés dans un intervalle de temps t (en secondes), I est l’intensité du courant (en ampères A) et e la charge élémentaire (environ 1,60 × 10−19 C). Ainsi, une intensité de 1 nA (=10−9 A) correspond à près de 6 milliards d’impacts d’ions par seconde sur l’anode.
Suivant le même principe, une cavité de Faraday peut faire fonction de collecteur d’électrons dans le vide (comme ceux d'un rayon cathodique, par exemple). Dans ce cas les électrons viennent simplement heurter la plaque de métal plate et engendrent un courant. Les cavités de Faraday ne sont pas aussi sensibles qu'un détecteur à électromultiplicateur, mais on apprécie leur relative précision car ils mesurent le courant ionique directement.

## Sources d'incertitudes
Le comptage des charges interceptées par unité de temps est affecté de deux façons : 
1. l’émission d’électrons secondaires de faible énergie depuis l'anode bombardée par la charge incidente, et
2. la rétrodiffusion (diffusion à ~180 degrés) de la particule incidente, qui l'écarte (temporairement) de la surface et empêche ainsi l'enregistrement de sa contribution électrique. Avec les électrons, il est impossible de distinguer un électron incident direct d'un électron incident pré-dévié ou même d’un électron secondaire rapide.